# Color the Cover
『Color The Cover』（カラー・ザ・カバー）は、日本の歌手・倖田來未の2枚目のカバー・アルバムである。2013年2月27日に発売された。

## 解説
前作『ETERNITY〜Love & Songs〜』から約2年半ぶりとなるカバーアルバム。また産休復帰後初のアルバムでもある。「CD＋DVD＋フォトブックレット」の初回限定盤、通常盤として「CD＋DVD」「CDのみ」の合計3形態でのリリース。
本作と産休前のアルバム『JAPONESQUE』を引っ提げフィーチャーさせた、およそ2年半ぶりとなる全国アリーナツアー「KODA KUMI LIVE TOUR 2013 〜JAPONESQUE〜」が行われた。

## 収録曲

### CD
- ()は、オリジナルアーティスト。

1. ピンク スパイダー (hide with Spread Beaver) - [3:35]
作詞・作曲：hide
編曲：Eric Nano
2. Shake Hip! (米米CLUB) - [3:46]
作詞・作曲：米米CLUB
編曲：Mitsu.J
3. ラブリー (小沢健二) - [5:52]
作詞・作曲：小沢健二
編曲：湯浅篤、齋藤優輝
4. 情熱 (UA) - [3:40]
作詞：UA
作曲：朝本浩文
編曲：伊澤一葉、大竹創作（ブラスアレンジ）
5. One more time, One more chance (山崎まさよし) - [5:38]
作詞・作曲：山崎将義
編曲：山崎将義、Curly Giraffe
6. Alone (岡本真夜) - [5:07]
作詞・作曲：岡本真夜
編曲：岡本真夜、皆川真人
54thシングル「恋しくて」のカップリング曲
7. Blue Velvet (工藤静香) - [3:53]
作詞：愛絵理
作曲：はたけ
編曲：井上慎二郎
8. 「男」 (久宝留理子) - [3:45]
作詞：久宝留理子
作曲：伊秩弘将
編曲：野村陽一郎
9. どうにもとまらない (山本リンダ) - [2:26]
作詞：阿久悠
作曲：都倉俊一
編曲：h-wonder
10. 今宵の月のように (エレファントカシマシ) - [4:38]
作詞・作曲：宮本浩次
編曲：渡辺善太郎
11. 歌は我が命 (美空ひばり) - [4:35]
作詞：吉田旺
作曲：井上かつお
編曲：佐藤準
ボーナストラック

### DVD
1. ピンク スパイダー［MUSIC VIDEO 〜Album Version〜］
監督：蜷川実花
2. ラブリー［MUSIC VIDEO］
監督：セキ★リュウジ
3. Shake Hip!［MUSIC VIDEO］
監督：セキ★リュウジ
4. ピンク スパイダー［MAKING VIDEO］
5. ラブリー［MAKING VIDEO］
6. Shake Hip!［MAKING VIDEO］
7. Documentary Movie 「THE REAL ME」
初回限定盤のみ収録

## 収録ライブ映像
- ピンク スパイダー
  - 『KODA KUMI LIVE TOUR 2013 〜JAPONESQUE〜』
  - 『KODA KUMI LIVE TOUR 2019 re(LIVE) 〜JAPONESQUE〜』
    - 『KODA KUMI LIVE TOUR 2019 re(LIVE) -Black Cherry- & -JAPONESQUE-』(ファンクラブ限定盤)
- Shake Hip!
  - 『KODA KUMI LIVE TOUR 2013 〜JAPONESQUE〜』
- ラブリー
  - 『KODA KUMI LIVE TOUR 2013 〜JAPONESQUE〜』
- 情熱
  - 『KODA KUMI LIVE TOUR 2013 〜JAPONESQUE〜』
  - 『KODA KUMI LIVE TOUR 2019 re(LIVE) 〜JAPONESQUE〜』
    - 『KODA KUMI LIVE TOUR 2019 re(LIVE) -Black Cherry- & -JAPONESQUE-』(ファンクラブ限定盤)
- Alone
- 今宵の月のように
  - 『KODA KUMI LIVE TOUR 2013 〜JAPONESQUE〜』
  - 『KODA KUMI LIVE TOUR 2019 re(LIVE) 〜JAPONESQUE〜』
    - 『KODA KUMI LIVE TOUR 2019 re(LIVE) -Black Cherry- & -JAPONESQUE-』(ファンクラブ限定盤)
- 歌は我が命
  - 『KODA KUMI 15th Anniversary LIVE The Artist』